# Caecidotea vomeri
Caecidotea vomeri är en kräftdjursart som beskrevs av Roberto Argano 1977. Caecidotea vomeri ingår i släktet Caecidotea och familjen sötvattensgråsuggor. Inga underarter finns listade i Catalogue of Life.